# Ilarion Ruvarac
Ilarion (Jovan) Ruvarac (în sârbă Иларион Руварац; n. 1 septembrie 1832, Sremska Mitrovica, Granița Militară, Imperiul Austriac – d. 8 august 1905, mănăstirea Grgeteg⁠(d), comitatul Srijem, Austro-Ungaria) a fost un istoric și preot ortodox sârb, membru al Academiei Sârbe de Științe și Arte (inițial Societatea Sârbă de Științe și Academia Regală Sârbă de Științe). Considerat fondator și principal reprezentant al școlii critice din istoriografia sârbă. A ocupat funcția de arhimandrit al Mănăstirii Grgeteg.

## Biografie
Jovan Ruvarac s-a născut în localitatea Sremska Mitrovica la 1 septembrie 1832, fiind fiul preotului ortodox Vasilije Ruvarac (1803–1873) și al soției acestuia, Julijana (născută Šević). A avut trei frați: Lazar, Kosta și Dimitrije. Lazar Ruvarac a devenit funcționar în guvernul sârb, Kosta Ruvarac (1837–1864) a fost scriitor și critic literar, dar a murit în timpul studiilor la universitatea din Pesta, iar Dimitrije Ruvarac (1842–1933) a fost istoric și cleric ortodox.
Familia Ruvarac s-a stabilit în Sirmia, aflată atunci în Imperiul Austro-Ungar (astăzi în Serbia), provenind din regiunea situată între Bihać și Cazin, în prezent parte a Bosnia și Herțegovina, la acea vreme sub stăpânire otomană.
Copilăria și-a petrecut-o în localitățile Stari Slankamen și Stari Banovac din Srem, unde a absolvit gimnaziul. Ulterior, familia sa s-a stabilit la Karlovci și apoi la Viena, unde și-a finalizat studiile liceale la Gimnaziul din Karlovci și la un gimnaziu vienez, înainte de a se înscrie, în 1852, la Universitatea din Viena, la Facultatea de Drept.
Deja în perioada liceului, și-a dezvoltat o pasiune profundă pentru istorie, influențat de profesorul Jakov Gerčić. În timpul facultății, a aprofundat această vocație, frecventând cercuri intelectuale ale elitei slave din sud, printre care lingviști de seamă ca Vuk Karadžić și Đuro Daničić, adunați adesea la celebra cafenea Slavisches Kafeehaus.
În timpul studiilor a participat la cursurile istoricului austriac Albert Jäger⁠(d) și a fost influențat de lucrările lui Friedrich Christoph Schlosser, Georg Gottfried Gervinus și, mai ales, de Leopold von Ranke. Ruvarac a integrat principiul obiectivității istorice promovat de Ranke, transformându-l în pilon al metodologiei sale științifice.
După absolvirea studiilor de drept în 1856, s-a înscris la Seminarul Teologic Sfântul Arsenie din Sremski Karlovci, pe care l-a absolvit în 1859. După finalizarea studiilor în drept, istorie și teologie, a optat pentru viața monahală, primind numele de Ilarion la tunderea sa monahală la 1 ianuarie 1861, la Mănăstirea Krušedol. Sub acest nume, a publicat numeroase studii istorice elaborate anterior. Ulterior, a fost numit secretar al Tribunalului Ecleziastic Ortodox Sârb din Karlovci.
În 1872 a revenit la alma mater-ul său, Gimnaziul din Karlovci, în calitate de profesor, iar doi ani mai târziu a fost ridicat la rangul de arhimandrit al Mănăstirii Grgeteg. În 1875, a preluat funcția de rector al Seminarului Teologic Sfântul Arsenie din Karlovci.
La începutul anului 1880, a fost însărcinat să redacteze un raport privind starea educației în rândul sârbilor din Imperiul Austro-Ungar. Competența demonstrată în derularea acestei misiuni i-a adus propunerea de a ocupa scaunul episcopal al Eparhiei Karlovci, ofertă pe care a ales să o decline.
În 1882 s-a retras din viața publică, revenind la Mănăstirea Grgeteg în calitate de arhimandrit. Ultimii ani ai existenței i-a dedicat izolării spirituale în comunitatea monahală, unde a încetat din viață la 8 august 1905.
Ilarion Ruvarac, asemenea multor contemporani sârbi, vorbea mai multe limbi, printre care latina, greaca, germana, maghiara, româna și italiana.

## Istoriografie
Cel mai important pentru mine este să spun adevărul sau ceea ce consider a fi adevărul.— Ilarion Ruvarac
În 1887, a izbucnit o dezbatere intelectuală intensă între reprezentanții vechii școli tradițional-romantice din istoriografia sârbă, condusă de istoricii Panta Srećković și Miloš Milojević, și promotorii noii școli critice și realiste, conduse de Ilarion Ruvarac și Ljubomir Kovačević.
Ruvarac este recunoscut ca fondator și principal exponent al școlii critice în istoriografia sârbă,curent revoluționar care a impus o abordare riguroasă și documentată a trecutului. A pledat cu fermitate pentru primatul surselor primare și verificarea meticuloasă a documentației, stabilind distincții clare între evidențele istorice autentice și literatura istoriografică secundară. A militat împotriva utilizării poeziei epice sârbe ca sursă istorică, recunoscându-i însă valoarea artistică, și s-a opus reprezentării istoriei sârbe pe baza epopeilor, miturilor și legendelor.
Ilarion Ruvarac a aplicat metode științifice riguroase pentru a respinge legende întregănate în conștiința colectivă, precum mitul trădării lui Vuk Branković, narațiunea despre „libertatea eternă” a Muntenegrului sau presupusa ucidere a Țarului Stefan Uroš V de către Vukašin Mrnjavčević. Prin analize documentare, a demascat fabulele promovate ca adevăruri istorice în cercuri muntenegrene – motivate uneori de interese politice, dinastice (legate de Habsburgi, Vatican sau otomani) sau de vanități personale. De asemenea, a dovedit că așa-numitele masacre descrise în Coroana muntelui a lui Njegoš și în cronistică nu aveau bază reală. 
Cariera sa a fost dedicată deconstrucției miturilor naționale ce denaturau realitatea istorică, devenind pionier al unei abordări care a inspirat generații de istorici să investigheze trecutul cu rigoare critică. Școala lui Ruvarac și-a găsit continuatori în Stojan Novaković (1842–1915), Ljubomir Kovačević (1848–1918), Mihailo Gavrilović, Stanoje Stanojević și alții. Jovan Radonić i-a dedicat prima sa lucrare lui Ilarion Ruvarac, recunoscându-i contribuția decisivă la instituționalizarea criticii istorice în spațiul sârb.

## Moștenire
Este inclus în Cei 100 cei mai remarcabili sârbi.

## Lucrări (selecție)
- O pećkim patrijarsima od Makarija do Arsenija III, 1868, 1879.
- Stari Slankamen, 1892.
- Dvije bosanske kraljice 1893.
- Banovanje Tvrtka bana 1333. do 1377, 1894.
- Montenegrina, prilošci istoriji Crne Gore, 1898.
- O humskim episkopima i hercegovačkim mitropolitima do godine 1766, 1901.
- Raški episkopi i mitropoliti  1901.
- Ruvarac, Ilarion (1902), Đurađ Vuković, despot srpski i Đorđe Kastriot-Skenderbeg vođ arbanaški, godine 1444 (Ђурађ Вуковић, деспот српски и Ђорђе Кастриот-Скендербег вођ арбанашки, године 1444 (George Vuković, despot of Serbians and George Kastrioti-Skanderbeg leader of Albanians)) (în sârbă), Štamp. srpske knjižare Braće M. Popovića